# George Kennedy
George Kennedy (Nova York, Estats Units, 18 de febrer de 1925 - Middleton, Idaho, 28 de febrer de 2016) va ser un actor estatunidenc que va aconseguir l'Oscar al millor actor secundari per al seu paper en La llegenda de l'indomable.
Als anys 70 va interpretar el paper de Joe Patroni a la pel·lícula Airport 1975, així com en diverses de les seves seqüeles. També va participar en una altra pel·lícula del gènere de catàstrofes,  Terratrèmol, el 1974.
Als anys 80 va actuar en la sèrie Dallas. També a la dècada del 1980 va ser triat per interpretar el paper del capità Ed Hockens (en lloc d'Alan North, que era l'actor encarregat d'interpretar al personatge en la sèrie) juntament amb Leslie Nielsen en els films The Naked Gun: From the Files of Police Squad!,  The Naked Gun 2½: The Smell of Fear i  Naked Gun 33⅓: The Final Insult. També va participar en diversos films, dels quals el més destacat és Creepshow 2 de Michael Gornick i escrita per George A. Romero i Stephen King.
El 2002 se li va diagnosticar una apnea i va haver de ser operat després dels danys que li va causar al seu cor.
Els seus últims papers, com a actor secundari, van ser Don't Come Knocking (2005), Sands of Oblivion (2007) i The Man Who Came Back (2008).

## Cinema
| Any  | Pel·lícula                                                      | Paper                      | Notes                                                                            |
| ---- | --------------------------------------------------------------- | -------------------------- | -------------------------------------------------------------------------------- |
| 1960 | Espàrtac (Spartacus)                                            | Soldat rebel               | no surt als crèdits                                                              |
| 1961 | The Little Shepherd of Kingdom Come                             | Nathan Dillon              |                                                                                  |
| 1962 | The Silent Witness                                              | Gus Jordan                 |                                                                                  |
| 1962 | Lonely are the Brave                                            | Diputat xèrif Gutierrez    |                                                                                  |
| 1963 | L'home del Diners' Club (The Man from the Diner's Club)         | George                     |                                                                                  |
| 1963 | Xarada (Charade)                                                | Herman Scobie              |                                                                                  |
| 1964 | McHale's Navy                                                   | Henri Le Clerc             |                                                                                  |
| 1964 | Island of the Blue Dolphins                                     | Aleut                      |                                                                                  |
| 1964 | Strait-Jacket                                                   | Leo Krause                 |                                                                                  |
| 1964 | Hush… Hush, Sweet Charlotte                                     | Foreman                    |                                                                                  |
| 1965 | Mirage                                                          | Willard                    |                                                                                  |
| 1965 | In Harm's Way                                                   | Coronel Gregory            |                                                                                  |
| 1965 | The Flight of the Phoenix                                       | Mike Bellamy               |                                                                                  |
| 1965 | Shenandoah                                                      | Coronel Fairchild          |                                                                                  |
| 1965 | The Sons of Katie Elder                                         | Curley                     |                                                                                  |
| 1967 | Els dotze del patíbul (The Dirty Dozen)                         | Major Max Armbruster       |                                                                                  |
| 1967 | Hurry Sundown                                                   | Xèrif Coombs               |                                                                                  |
| 1967 | La llegenda de l'indomable (Cool Hand Luke)                     | Dragline                   | Oscar al millor actor secundari Nominada - Globus d'Or al millor actor secundari |
| 1967 | The Ballad of Josie                                             | Arch Ogden                 |                                                                                  |
| 1968 | The Pink Jungle                                                 | Sammy Ryderbeit            |                                                                                  |
| 1968 | The Legend of Lylah Clare                                       | Matt Burke                 | no surt als crèdits                                                              |
| 1968 | The Boston Strangler                                            | Phil DiNatale              |                                                                                  |
| 1968 | Bandolero!                                                      | Xèrif Johnson              |                                                                                  |
| 1969 | The Good Guys and the Bad Guys                                  | Big John McKay             |                                                                                  |
| 1969 | Chicago, Chicago (Gaily, Gaily)                                 | Johanson                   |                                                                                  |
| 1969 | Les pistoles dels Set Magnífics (Guns of the Magnificent Seven) | Chris                      |                                                                                  |
| 1970 | Dirty Dingus Magee                                              | Herkimer 'Hoke' Birdsill   |                                                                                  |
| 1970 | ...tick...tick...tick...                                        | John Little                |                                                                                  |
| 1970 | Zigzag                                                          | Paul R. Cameron            |                                                                                  |
| 1970 | Airport                                                         | Joe Patroni                | Nominada - Globus d'Or al millor actor secundari                                 |
| 1971 | Setge de foc (Fools' Parade)                                    | 'Doc' Council              |                                                                                  |
| 1973 | Horitzons perduts (Lost Horizon)                                | Sam Cornelius              |                                                                                  |
| 1973 | La soga de la forca (Cahill U.S. Marshal)                       | Abe Fraser                 |                                                                                  |
| 1974 | Sonic Boom                                                      |                            |                                                                                  |
| 1974 | Un botí de mig milió de dòlars (Thunderbolt and Lightfoot)      | Red Leary                  |                                                                                  |
| 1974 | Airport 1975                                                    | Joe Patroni                |                                                                                  |
| 1974 | Terratrèmol (Earthquake)                                        | Sargent Lew Slade          |                                                                                  |
| 1975 | Llicència per matar (The Eiger Sanction)                        | Ben Bowman                 |                                                                                  |
| 1975 | The 'Human' Factor                                              | John Kinsdale              |                                                                                  |
| 1977 | Airport '77                                                     | Joe Patroni                |                                                                                  |
| 1977 | Ningen no shômei                                                | Ken Shuftan                |                                                                                  |
| 1978 | Mean Dog Blues                                                  | Capità Omar Kinsman        |                                                                                  |
| 1978 | Brass Target                                                    | General George S. Patton   |                                                                                  |
| 1978 | Mort al Nil (Death on the Nile)                                 | Andrew Pennington          |                                                                                  |
| 1979 | The Concorde ... Airport '79                                    | Capità Joe Patroni         |                                                                                  |
| 1979 | The Double McGuffin                                             | Cap Talasek                |                                                                                  |
| 1979 | Search and Destroy                                              | Anthony Fusqua             |                                                                                  |
| 1979 | Steel                                                           | Big Lew Cassidy            |                                                                                  |
| 1980 | Virus                                                           | Almirall Conway            |                                                                                  |
| 1980 | Death Ship                                                      | Ashland                    |                                                                                  |
| 1980 | Hotwire                                                         | Farley & Harley Fontenot   |                                                                                  |
| 1981 | Just Before Dawn                                                | Roy McLean                 |                                                                                  |
| 1983 | Wacko                                                           | Mr. Doctor Graves          |                                                                                  |
| 1984 | A Rare Breed                                                    | Nathan Hill                |                                                                                  |
| 1984 | Chattanooga Choo Choo                                           | Bert                       |                                                                                  |
| 1984 | Bolero                                                          | Cotton                     |                                                                                  |
| 1985 | Radioactive Dreams                                              | Spade Chandler             |                                                                                  |
| 1985 | Savage Dawn                                                     | Tick Rand                  |                                                                                  |
| 1986 | Força Delta (The Delta Force)                                   | Pare O'Malley              |                                                                                  |
| 1986 | Rigged                                                          |                            |                                                                                  |
| 1987 | Creepshow 2                                                     | Ray Spruce                 | part: Old Chief Wood'nhead                                                       |
| 1988 | Top Line                                                        | Heinrich Holzmann          |                                                                                  |
| 1988 | Born to Race                                                    | Vincent Duplain            |                                                                                  |
| 1988 | Nightmare at Noon                                               | Xèrif Hanks                |                                                                                  |
| 1988 | Uninvited                                                       | Mike Harvey                |                                                                                  |
| 1988 | Esquadró (Escuadrón)                                            | Vince Colby                |                                                                                  |
| 1988 | The Naked Gun: From the Files of Police Squad!                  | Capità Ed Hocken           |                                                                                  |
| 1988 | Demonwarp                                                       | Bill Crafton               |                                                                                  |
| 1989 | Ministry of Vengeance                                           | Rev. Hughes                |                                                                                  |
| 1989 | La Bahía esmeralda                                              | Wilson                     |                                                                                  |
| 1989 | The Terror Within                                               | Hal                        |                                                                                  |
| 1990 | Brain Dead                                                      | Vance                      |                                                                                  |
| 1990 | Hired to Kill                                                   | Thomas                     |                                                                                  |
| 1990 | Mayumi                                                          |                            |                                                                                  |
| 1991 | Intensive Care                                                  | Dr. Bruckner               |                                                                                  |
| 1991 | Hangfire                                                        | Warden                     |                                                                                  |
| 1991 | Driving Me Crazy                                                | McCready                   |                                                                                  |
| 1991 | Agafa-ho com puguis 2 1/2 (The Naked Gun 2½: The Smell of Fear) | Capità Ed Hocken           |                                                                                  |
| 1992 | Distant Justice                                                 | Tom Bradfield              |                                                                                  |
| 1994 | River of Stone                                                  |                            |                                                                                  |
| 1994 | Naked Gun 33⅓: The Final Insult                                 | Capità Ed Hocken           |                                                                                  |
| 1997 | Bayou Ghost                                                     | Oficial Lowe               |                                                                                  |
| 1997 | Cats Don't Dance                                                | L.B. Mammoth               | veu                                                                              |
| 1998 | Small Soldiers                                                  | Brick Bazooka              | veu                                                                              |
| 1998 | Denis el trapella hi torna (Dennis the Menace Strikes Again)    | Avi Johnson                |                                                                                  |
| 2003 | View from the Top                                               | Passatger que demana vodka | no surt als crèdits                                                              |
| 2005 | Three Bad Men                                                   | Ed Fiske                   |                                                                                  |
| 2005 | Truce                                                           | Dr. Peter Gannon           |                                                                                  |
| 2005 | Don't Come Knocking                                             | Director                   |                                                                                  |
| 2007 | Sands of Oblivion                                               | John Tevis                 |                                                                                  |
| 2008 | The Man Who Came Back                                           | Jutge Duke                 |                                                                                  |

## Televisió
| - 1959: Cheyenne (sèrie de televisió): Lee Nelson - 1960: Maverick (sèrie de televisió): Diputat Jones - 1960: Lawman (sèrie de televisió): Burt - 1960: Peter Gunn (sèrie de televisió): Karl - 1960 - 1966: Gunsmoke (sèrie de televisió): Ben Payson / Stark / Pat Swarner / Cyrus Degler / Hug Elliot - 1961: The Untouchables (sèrie TV): Birdie - 1961: Bat Masterson (sèrie de televisió): Xèrif Zeke Armitage - 1961 - 1964: Bonanza (sèrie de televisió): Peter Long / Waldo Watson - 1962: Rawhide (sèrie de televisió): George Wales - 1963: Perry Mason (sèrie de televisió): George Spangler - 1964 - 1966: The Virginian (sèrie de televisió): Huck Harkness - 1965: Daniel Boone (sèrie de televisió): Zach Morgan - 1965: Laredo (sèrie de televisió): Jess Moran - 1966: The Big Valley (sèrie de televisió): Jack Thatcher - 1967: Tarzan (sèrie de televisió): Crandall - 1971: The Bull of the West (telefilm): Bear Suchette - 1971: The Priest Killer (telefilm): Sarge Swanson - 1971 - 1972: Sarge (sèrie de televisió): Pare Samuel Cavanaugh - 1973: Deliver Us From Evil (telefilm): Walter McAdams | - 1974: A Cry in the Wilderness (telefilm): Sam Hadley - 1975 - 1976: The Blue Knight (sèrie de televisió): Bumper Morgan - 1979: Never Say Never (telefilm): Harry Walter - 1983: Fantasy Island (sèrie de televisió): Adam Cobb - 1984: The Love Boat (sèrie de televisió): Erik Larsen - 1984: The Jesse Owens Story (telefilm): Charles Riley - 1985: International Airport (telefilm): Rudy Van Leuven - 1986: Liberty (telefilm): Seamus Reilly - 1987: The Gunfighters (telefilm): Deke Turner - 1988: What Price Victory (telefilm): Big Buck Brayton - 1988 - 1991: Dallas (sèrie de televisió): Carter McKay - 1995: The Commish (sèrie de televisió): Alan Scall - 1996: Dallas: J R. Returns (telefilm): Carter McKay - 1998: Dallas: War of the Ewings (telefilm): Carter McKay - 1998: Men In White (telefilm): General Vice - 2003: The Young and the Restless (sèrie de televisió): Albert Miller - 2003: Monster Makers (telefilm): Dexter Brisbane - 2007: Sands of Oblivion (telefilm): John Tevis |